# 김아림
김아림(1995년 10월 4일~)은 대한민국의 골프 선수이다. 메디힐골프단 소속으로 활동하고 있다.

## 수상 내역
- 2018년 KLPGA 투어 OK정기예금 박세리 인비테이셔널
- 2019년 KLPGA 투어 문영 퀸즈파크 챔피언십
- 2020년 LPGA 투어 U.S. 여자 오픈
- 2022년 KLPGA 투어 크리스F&C 제44회 KLPGA 챔피언십
- 2024년 LPGA 투어 롯데 챔피언십
- 2025년 LPGA 투어 힐트 그랜드 배케이션스 토너먼트 오브 챔피언스